# Rhacophorus dugritei
Rhacophorus dugritei är en groddjursart som först beskrevs av David 1872.  Rhacophorus dugritei ingår i släktet Rhacophorus och familjen trädgrodor. IUCN kategoriserar arten globalt som livskraftig. Inga underarter finns listade i Catalogue of Life.